# 龍の牙-DRAGON FANG-
『龍の牙-DRAGON FANG-』（りゅうのきば -どらごんふぁんぐ-）とは、2007年11月22日にDVDが発売された日本の映画。監督は久保田誠二。製作は株式会社クリエイティブ・ホールディングス。

## 概要
不死の占師が持つ『龍の牙』を軸に展開される4本のオムニバス映画。主演に、これまで特撮作品に出演したことのある長谷部瞳（ウルトラマンマックス）、市瀬秀和（ウルトラマンコスモス）、谷口賢志（救急戦隊ゴーゴーファイブ）を起用。その為、特撮作品と間違われる事が多いが、実際にはジャパニーズホラーと恋愛を組み合わせた斬新な娯楽映画に仕上がっている。キャッチコピーは、『アナタは人肉を喰らってまで、誰かを愛せますか…?』。

## 収録タイトル
- Episode1「生きる」（出演：長谷部瞳、市瀬秀和）
- Episode2「ずっと愛して」（出演：大澤桂子、松本大卒）
- Episode3「ケータイ」（出演：谷口賢志、長澤素子、根岸つかさ）
- Episode4「鬼」（出演：新井剣史、遠藤みずき）